# Locon
Locon (Nederlands: Lockon) is een gemeente in het Franse departement Pas-de-Calais (regio Hauts-de-France). De plaats maakt deel uit van het arrondissement Béthune (Betun).  Locon telde op 1 januari 2022 2.332 inwoners.
De naam zou afkomstig zijn van het Keltische woord loch en verwijzen naar laagte of een gat. De oudste schriftelijke vermelding van Locon dateert uit 1307 als Robrecht van Béthune de plaats schenkt aan de kerk.

## Geografie
De oppervlakte van Locon bedroeg op 1 januari 2022 9,52 vierkante kilometer; de bevolkingsdichtheid was toen 245 inwoners per km².

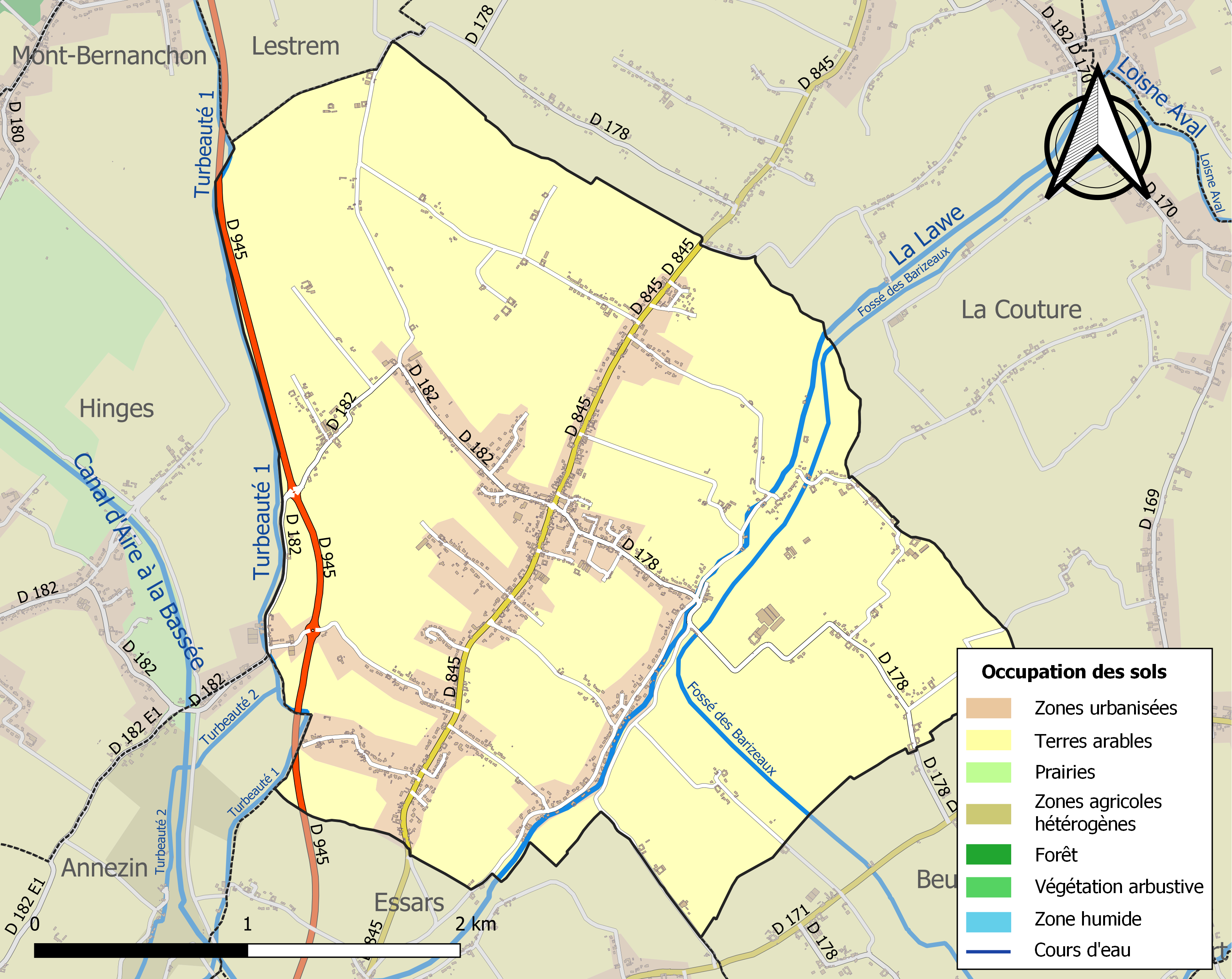
Kaart van de gemeente met belangrijkste infrastructuur, bodemgebruik en omliggende gemeenten

## Demografie
Onderstaande figuur toont het verloop van het inwonertal (bron: INSEE-tellingen).